# 馬交石炮台

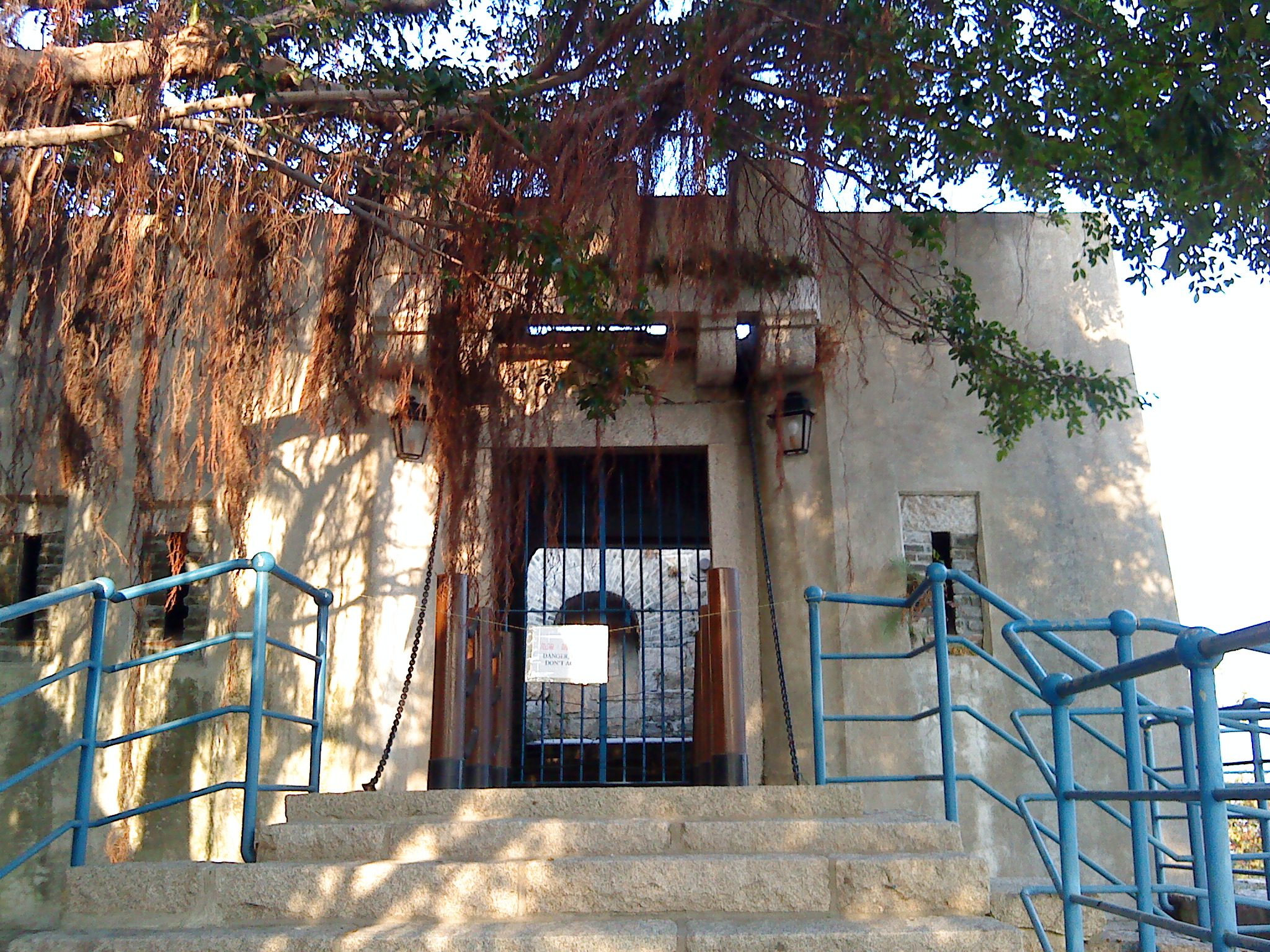
馬交石炮台入口

馬交石炮台（Fortaleza de D. Maria II，或稱馬蛟炮台、瑪麗亞二世皇后炮台），是位於澳門馬交石山山頂的炮台，是澳門唯一以吊橋為入口的炮台。昔日炮台放置一只可360度旋轉的大炮，輔助望廈炮台防守澳門半島東北面的地區。炮台為一不規則六邊形建築，正門以中世紀式的吊橋連接，進門之後是一條帶拱頂的走廊，兩側有射擊孔，再後有迴廊，設有火藥庫和小水池，炮台北部為一平台，上置大炮。

## 沿革
馬交石炮台建於1852年（即清朝咸豐二年）2月，由古雅將軍指揮興建。太平洋戰爭時，美國海軍在「感恩行動」中曾空襲澳門，炮台於1945年1月16日被美國戰機炸損。 

## 外部連結
- 被評定的不動產 (文物建築) - MM014-馬交石炮台 （页面存档备份，存于）